# WD 1145+017 b
WD 1145+017 b（也稱為EPIC 201563164.01 ）是一顆已確認的系外行星，並可能是岩石。它繞行白矮星WD 1145+017，並且正被蒸發中。它是由美國國家航空暨太空總署的 克卜勒太空望遠鏡在執行第二束光任務時發現的。它位於星座室女座中，距離地球約570光年（174秒差距）。該天體是測量行星在其母恆星前方穿過時引起的變暗效果，即使用凌日法發現的。 
這顆小行星之所以引人注目，是因為它是第一個觀測到的凌白矮星行星。當它的母星演化成為紅巨星，達到其生命結束時，它可能提供了如何與母恆星相互作用的線索。該天體也是當時發現的系外行星之最中最小的系外行星，其質量大約與矮行星妊神星相當。

## 物理性質

### 質量、半徑、和溫度
WD 1145+017 b是一顆次地球，是質量和半徑小於地球的系外行星。基於它與母恆星的極端接近，它的表面溫度可能在4,000 K（3,730 °C；6,740 °F）。它的可能半徑為0.15R地球，約為1,000公里，大約是矮行星穀神星的兩倍。在太陽系中穀神星，半徑約為490（300英里）。它的質量約為0.0006678M地球（是穀神星質量的4.45倍，約為妊神星的質量）。

### 母恆星
行星繞著一顆DB型的白矮星。這是已經結束了它的主序列壽命，並將在未來數十億年繼續冷卻的恆星遺骸。根據最近的研究及其質量，這顆白矮星之前很可能是一顆早期的A型主序星，質量為2.46M☉，主序星壽命為5.5億年，然後膨脹並成為紅巨星 。成為白矮星後，這顆恆星的質量為0.6M☉，半徑為0.02R☉（1.4R地球）。它的溫度為15,020K，年齡為7.74億年，冷卻年齡約2.24億年。相比之下，太陽已有46億年的歷史，表面溫度為5778 K。
這顆恆星的視星等，或者從地球的角度看它有多亮，是17等。因此，它太暗了，無法用肉眼看到。

## 外部連結
- NASA – Kepler Mission （页面存档备份，存于）.
- NASA – Kepler Discoveries – Summary Table.
- 在太陽系外行星百科的NASA – WD 1145+017 b （页面存档备份，存于）

| 紀錄               | 紀錄                         | 紀錄                       |
| ------------------ | ---------------------------- | -------------------------- |
| 前任者： 克卜勒37b | 質量最小的系外行星 2015—     | 繼任者： current           |
| 前任者： 克卜勒37b | 半徑最小的系外行星 2015—2019 | 繼任者： SDSS J1228+1040 b |